# Seriola quinqueradiata
Pour les articles homonymes, voir Buri (homonymie).
Sériole du Japon
Espèce
Statut de conservation UICN

 LC  : Préoccupation mineure
Seriola quinqueradiata, communément appelé la Sériole du Japon ou Buri, est une espèce de poissons de la famille des Carangidae, qui ne vit que dans les eaux proches du Japon.

## Description

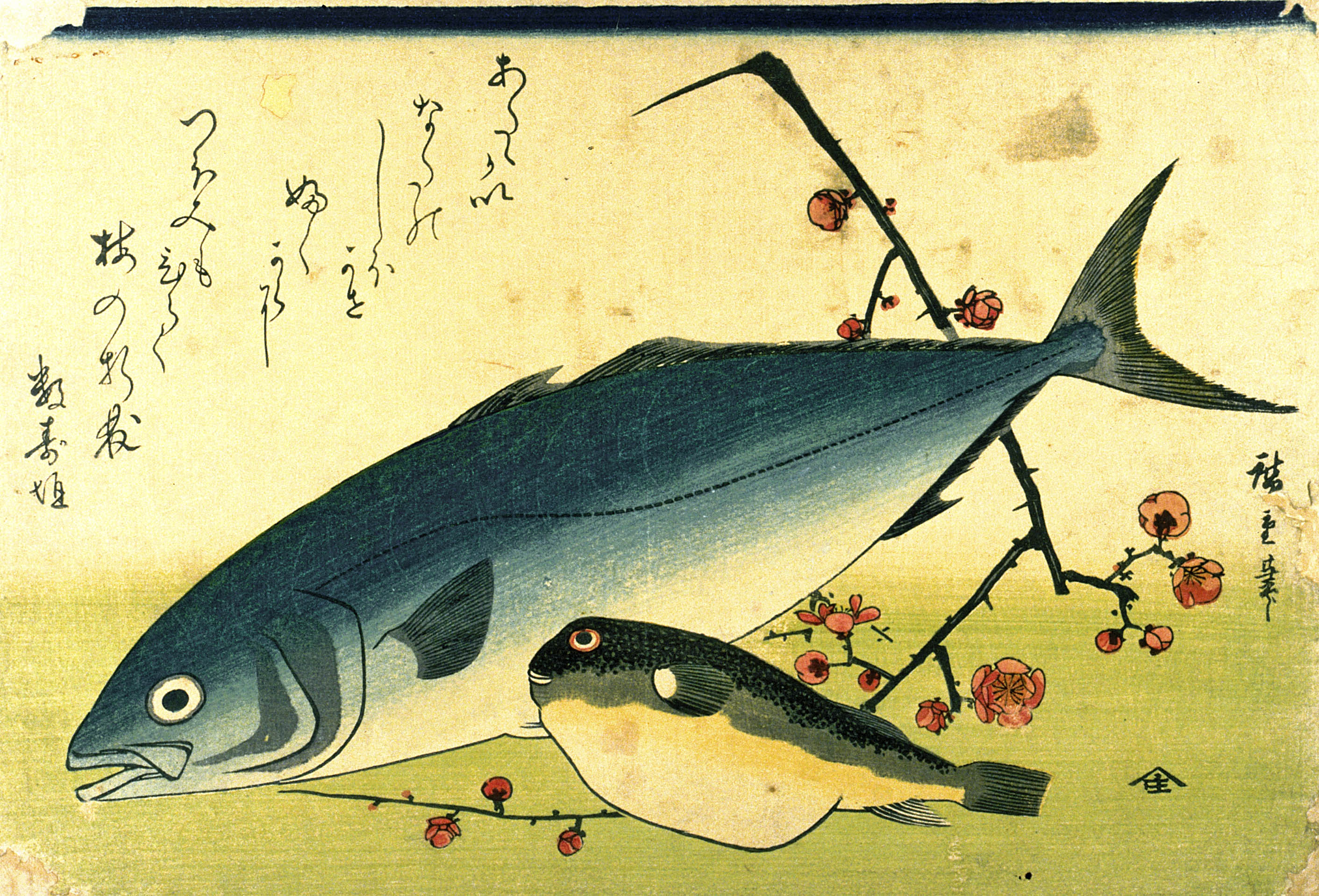
Estampe de Hiroshige datant de 1832, représentant une sériole du Japon et un fugu.

La Sériole du Japon, ou Buri, est un poisson carnassier. Sa forme est fuselée, avec un dos bleu, le ventre blanc argenté, et une bande latérale jaune qui va de l'œil à la queue. Sa croissance est rapide, ce poisson passe de 30 cm à un an à 50 cm à deux ans, jusqu'à 70–80 cm au bout de quatre à cinq ans,.

## Répartition
La Sériole du Japon, poisson endémique du Japon, naît en mer de Chine orientale, au large de Kitakyūshū (nord de l'île de Kyūshū). Au cours de sa vie, elle effectue des allers-retours entre les frayères du Sud et les mers plus froides et plus riches du Nord (Hokkaidō). La maturité sexuelle atteinte (à l'âge de trois à cinq ans), elle commence sa migration, montant au printemps et en été à la recherche de nourriture, puis redescendant à l’automne et en hiver pour se reproduire,.

## Alimentation
La Sériole du Japon est un animal piscivore. Son régime alimentaire comprend surtout des poissons de petite taille, mais aussi des micro-organismes et des algues.

## Élevage
Au Japon, l'aquaculture de la Sériole du Japon a commencé en 1927, dans la préfecture de Kagawa (Nord-Est de l'île de Shikoku). Dans les années 1940, la Sériole du Japon fait son entrée sur les marchés poissonniers nationaux, sa production augmentant jusqu'à 170 000 tonnes, en 1995. Bien que pêchée dans la partie orientale de l'océan Pacifique (de l'Est de la péninsule de Corée jusqu'aux îles Hawaï), son élevage n'est développé qu'au Japon et en Corée du Sud.

## Utilisation en cuisine
Appelée, selon sa taille, Mojako (juvénile de moins de 50 g), Wakashi, Inada, Warasa ou Buri (plus de 5 kg), dans la région du Kantō, et Tsubasu, Hamachi, Mejiro ou Buri dans le Kansai, la Sériole du Japon constitue un mets de la cuisine japonaise, consommé cuit ou cru, en sashimi, par exemple,. 60 % des buri consommés proviennent de l'élevage. En 2016, la production de buri d'élevage a atteint environ 140 000 tonnes, pour 105 000 tonnes de buri sauvage.

## Étymologie
Son épithète spécifique, du latin quinque, « cinq », et radiata, « rayons », fait référence aux cinq rayons de sa nageoire dorsale (auquel s'ajoutent six autres rayons qui sont masqués sous la peau), ce qui la différencie de Seriola aureovittata, une espèce proche, qui en présente sept.